# Триозёрье
Триозёрье — пляж на территории Партизанского района, на юго-востоке Приморского края, приблизительно в 40 км от автовокзала города Находка. Расстояние от Владивостока ок. 230 км.

## Пляж
Триозёрье — один из самых красивейших и популярных пляжей тихоокеанского побережья России. Пляж обращён на восток, в сторону открытого Японского моря. С запада, северо-запада и севера прикрыт отрогами Партизанского хребта. С юга, в нескольких сотнях метров от береговой черты, расположены о-ва Скалы Крейсер. По краям пляж ограничен скальными обрывами. В тыловой части пляжа расположены, отчленённые от моря прибрежно-морскими отложениями, три небольших лагунных озера. Со стороны суши Триозёрье окаймлено густыми широколиственными лесами с преобладанием дуба.
Протяжённость пляжа составляет 1,6 км. Ширина в-среднем, около 80 м, достигая в центре 140 м. Состоит из мелко- и среднезернистого кварцевого песка, образованного при разрушении лейкократовых гранитов, которыми сложено здешнее побережье. Цвет песка варьируется от желтовато-кремового, до серовато-белого. В-целом, песок очень светлый, местами почти белый. Он залегает и на дне моря, отчего вода на мелководье приобретает интенсивно голубой цвет, похожий на цвет моря в тропиках.

## Микроклимат
Триозёрье расположено к северо-востоку от м. Поворотного, на берегах открытого Японского моря, уже за пределами зал. Петра Великого. Здесь, вдоль восточного побережья Приморского края проходит холодное Приморское течение. Несмотря на то, что Триозёрье — одно из самых южных морских побережий России (пляж расположен на широте Абхазии, Черногории и Корсики), это не самое тёплое побережье Приморья. В первой половине лета здесь высока повторяемость туманов и холодных ветров, купальный сезон наступает на пол месяца позже, чем к западу от м. Поворотный. Во время купального сезона температура воды держится на 2-4 градуса ниже, чем в зал. Петра Великого.
В то же время, в зимний период это самое тёплое побережье Приморского края. От холодных ветров Азиатского антициклона побережье прикрыто горными массивами Партизанского хребта. Море здесь никогда не замерзает. Ясная солнечная погода держится весь холодный сезон, что вкупе с низкими широтами делает этот район одним из самых солнечных в зимнее время в России.

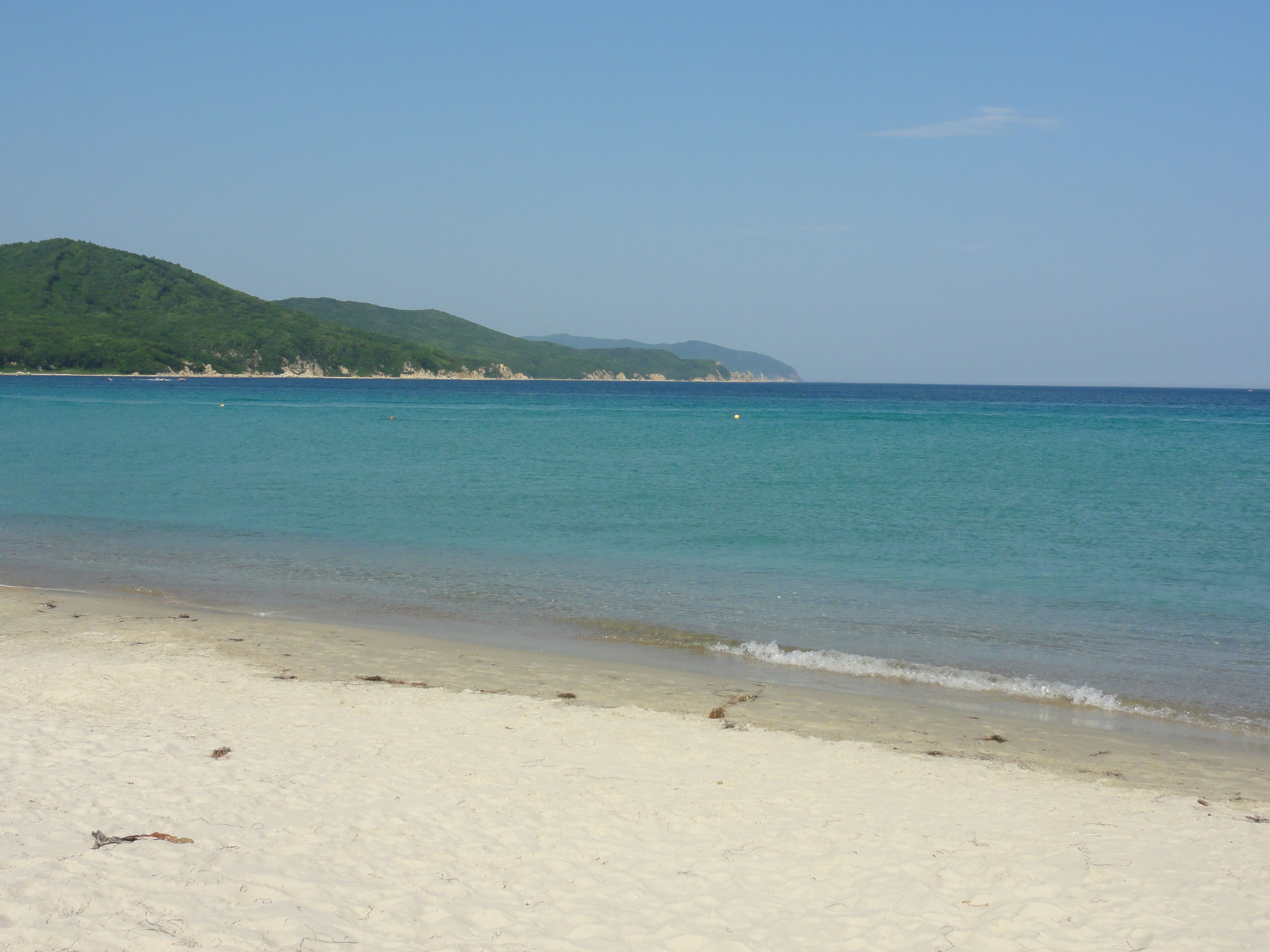
Пляж Триозёрья. Вдали м. Лапласа
Дикий пляж у м. Лапласа к востоку от Триозёрья.
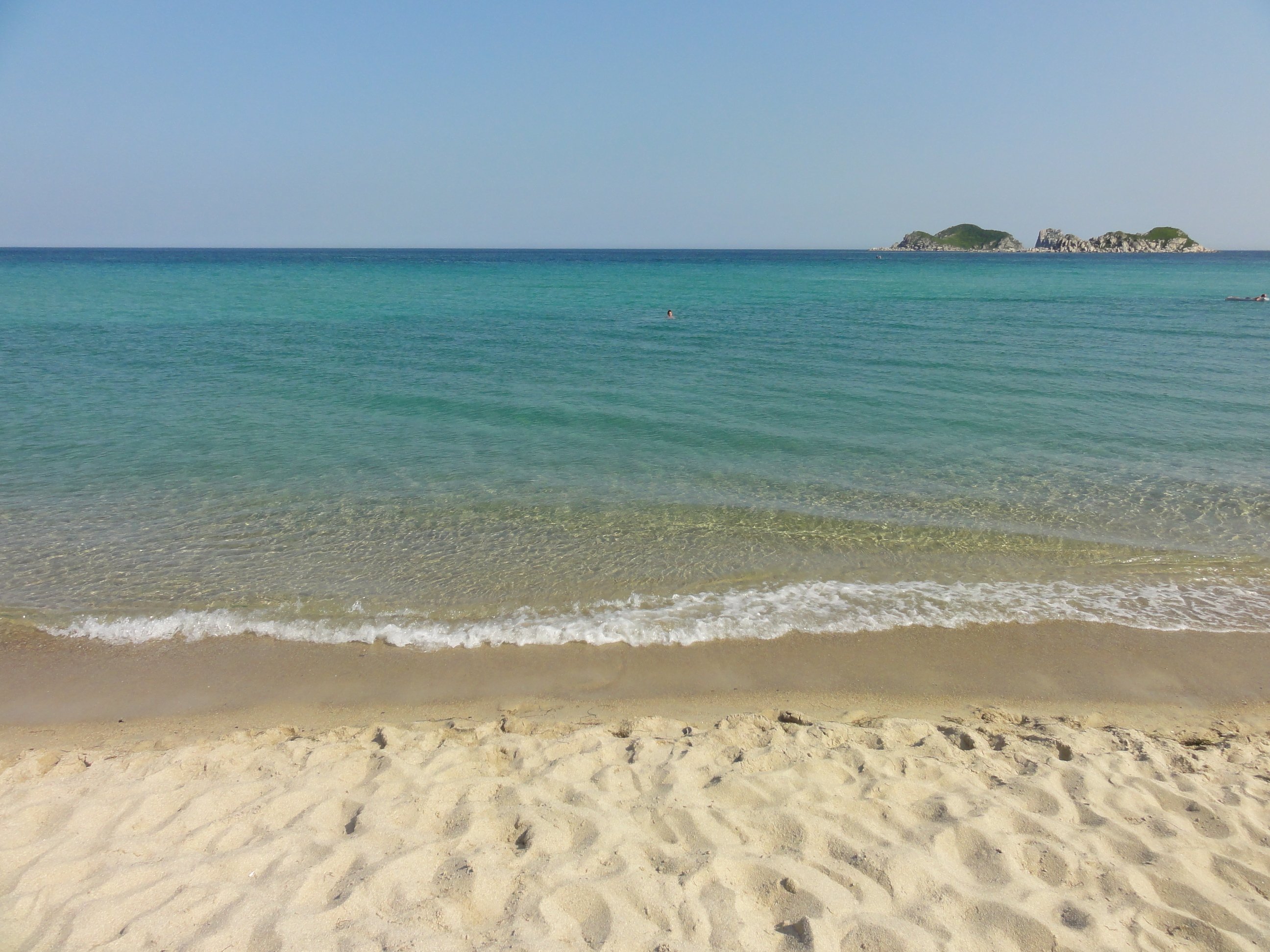
О-ва Скалы Крейсер напротив пляжа.

## Туризм

### Инфраструктура
С ближайшим населённым пунктом, п. Первостроителей, Триозёрье связано грунтовой дорогой, протяжённостью ок. 10 км. Дорога узкая, со множеством крутых поворотов, спусков и подъёмов, местами весьма неровная. Летом дорога перегружена автотранспортом отдыхающих. Общественный транспорт на Триозёрье не ходит, но можно добраться до п. Первостроителей на автобусе. Некоторые базы отдыха предоставляют трансфер от ж/д или автовокзала г. Находка. Автодорога — одно из самых узких мест, препятствующих развитию Триозёрья как курорта. Кроме того, пляж расположен в отдалении от населённых пунктов, окружён горно-лесистой местностью, что, с одной стороны, делает это место привлекательным для отдыха, а с другой затрудняет прокладку инженерных сетей, созданию инфраструктуры. В результате, по состоянию на 2020-е гг в Триозёрье ещё велика доля автотуристов-палаточников, а базы отдыха не в состоянии вместить всех желающих.

### Достопримечательности
Лазурное море и пляж из белого песка — главная достопримечательность Триозёрья, делающая его похожим на тропики Сейшел или Юго-восточной Азии. Интересны также причудливые глыбы по соседним скалистым берегам, состоящие из крупнозернистых лейкократовых гранитов. Мыс Лапласа, о-ва Скалы Крейсер, г. Памятник — одни из множества природных объектов в округе, посещаемых туристами. В Триозёрье можно заниматься дайвингом, морскими прогулками на каяках, SUP-бордах. Волны, как правило, не высоки — со стороны открытого моря пляж прикрыт островами.